# Bartłomiej Stój
Bartłomiej Stój (Stalowa Wola, 15 maggio 1996) è un discobolo polacco.

## Palmarès
| Anno | Manifestazione    | Sede       | Evento                     | Risultato      | Prestazione | Note                  |
| ---- | ----------------- | ---------- | -------------------------- | -------------- | ----------- | --------------------- |
| 2013 | Mondiali allievi  | Donec'k    | Lancio del disco (1,5 kg)  | 5º             | 60,74 m     |                       |
| 2014 | Mondiali juniores | Eugene     | Lancio del disco (1,75 kg) | Qualificazione | 55,92 m     |                       |
| 2015 | Europei juniores  | Eskilstuna | Getto del peso (6 kg)      | 7º             | 18,54 m     |                       |
| 2015 | Europei juniores  | Eskilstuna | Lancio del disco (1,75 kg) | Oro            | 68,02 m     | Record dei campionati |
| 2016 | Europei           | Amsterdam  | Lancio del disco           | 21º (q)        | 61,30 m     |                       |
| 2017 | Europei under 23  | Bydgoszcz  | Lancio del disco           | Finale         | nm          |                       |
| 2017 | Universiadi       | Taipei     | Lancio del disco           | Qualificazione | nm          |                       |
| 2019 | Universiadi       | Napoli     | Lancio del disco           | 15º            | 61,09 m     |                       |
| 2019 | Mondiali          | Doha       | Lancio del disco           | 22º (q)        | 61,79 m     |                       |
| 2021 | Giochi olimpici   | Tokyo      | Lancio del disco           | 14º (q)        | 62,84 m     |                       |